# Nævebold
Nævebold er et boldspil for to hold, der skiftevis skal slå en bold over et net til modstanderens banehalvdel. Nævebold minder om volleyball, men spilles med lukkede hænder.